# Кайдельгайм
Кайдельгайм (нім. Keidelheim) — громада в Німеччині, розташована в землі Рейнланд-Пфальц. Входить до складу району Рейн-Гунсрюк. Складова частина об'єднання громад Зіммерн.
Площа — 2,72 км2. Населення становить 338 ос. (станом на 31 грудня 2020).